# Rubén Garabaya
Rubén Garabaya Arenas (* 15. September 1978 in Avilés, Spanien) ist ein spanischer Handballtrainer. Als aktiver Handballspieler wurde der 2,01 m große Garabaya in der Regel als Kreisläufer eingesetzt.

## Karriere
Rubén Garabaya begann bei BM Corvera mit dem Handballspiel. Seine ersten Ligaspiele in der spanischen Liga ASOBAL bestritt er 1997 für Ademar León. Hier gewann er 1999 die Copa ASOBAL sowie den Europapokal der Pokalsieger. Von 1999 bis 2001 spielte er zwei Jahre für Frigorificos del Morrazo Cangas, ehe er zu BM Valladolid wechselte. Mit dem Lokalrivalen seines ehemaligen Clubs Ademar León gewann er 2003 erneut die Copa ASOBAL sowie 2005 und 2006 die Copa del Rey de Balonmano; als Höhepunkt zog er 2007 mit Valladolid ins Halbfinale der EHF Champions League ein, wo man allerdings an der SG Flensburg-Handewitt scheiterte. 2007 nahm der FC Barcelona Garabaya unter Vertrag. Dort gewann er 2009 und 2010 erneut die Copa del Rey. Mit Barcelona stand er 2010 auch im Finale der Champions League, scheiterte dort jedoch am THW Kiel. Anschließend wechselte Garabaya zu Naturhouse La Rioja. Nach der Saison 2017/18 beendete er seine Karriere.

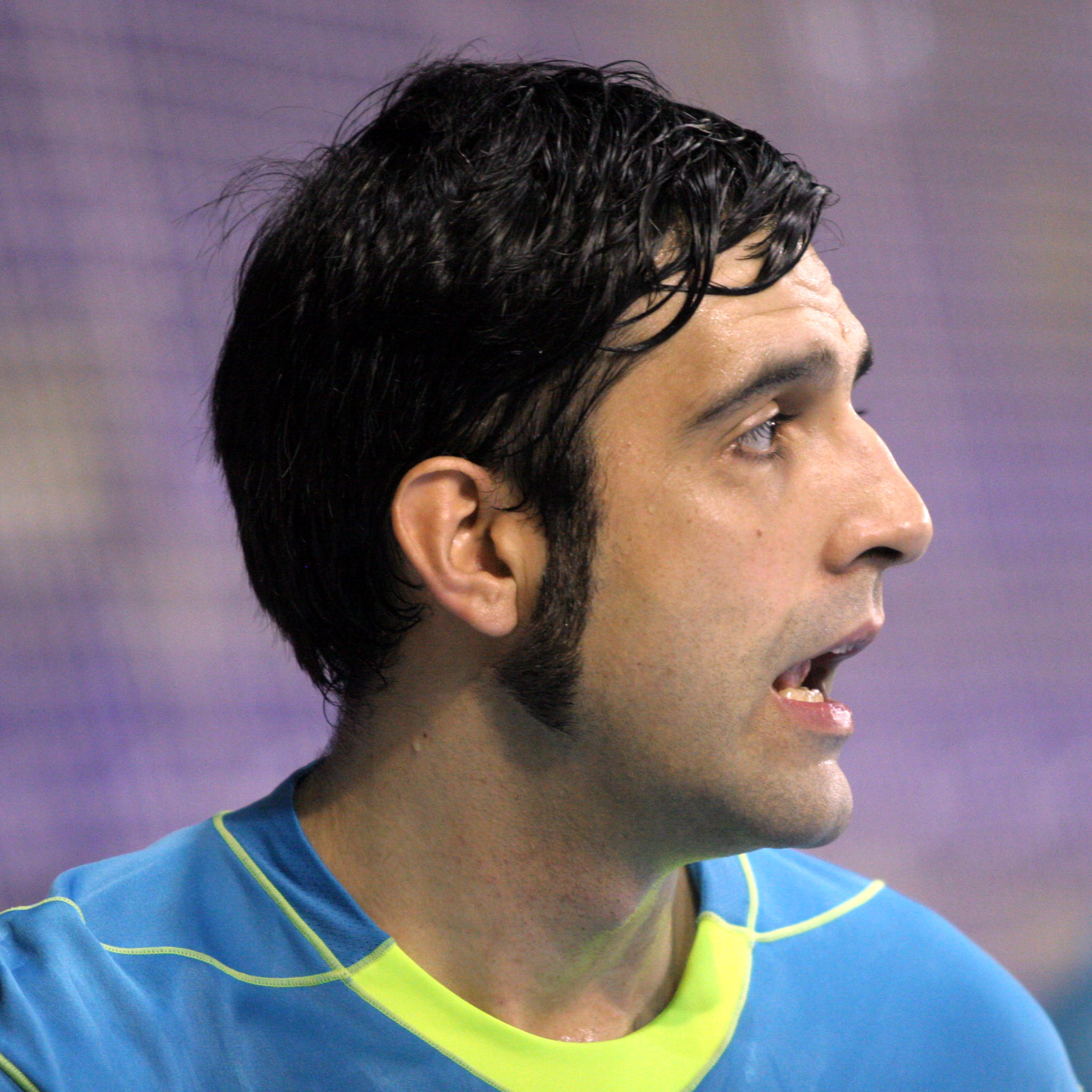
Rubén Garabaya

Garabaya bestritt 168 Länderspiele für die spanische Nationalmannschaft, bei denen er 318 Tore warf. Er gewann Gold bei der Weltmeisterschaft 2005 sowie Silber bei der Europameisterschaft 2006. Bei der Weltmeisterschaft 2007 in Deutschland schied er mit Spanien bereits im Viertelfinale gegen Deutschland aus und belegte am Ende nur einen enttäuschenden 7. Platz. Bei den Olympischen Spielen 2008 und der Weltmeisterschaft 2011 holte er mit der Nationalmannschaft jeweils die Bronzemedaille.
Nach dem Ende seiner Spielerkarriere übernahm er zunächst den Co-Trainer-Posten bei Naturhouse La Rioja. Im Juni 2021 wurde er Cheftrainer der chinesischen Frauen-Nationalmannschaft, verließ diese jedoch bereits wieder im Oktober 2021 und wurde Assistent von Roberto García Parrondo bei Ägyptens Männermannschaft. Bei den Mittelmeerspielen 2022 errang er mit Ägypten die Silbermedaille, bei der Afrikameisterschaft 2022 die Goldmedaille. Zur Saison 2022/23 übernahm er den spanischen Erstligisten Unicaja Banco Sinfín. Nach drei Spielzeiten verließ er Unicaja Banco Sinfín und trat das Traineramt beim nordmazedonischen Erstligisten RK Eurofarm Pelister an.